# Thyatirina achatina
Thyatirina achatina är en fjärilsart som beskrevs av Gustav Weymer 1896. Thyatirina achatina ingår i släktet Thyatirina och familjen nattflyn. Inga underarter finns listade i Catalogue of Life.